# Amato
Amato  är en kommun i provinsen Catanzaro, i regionen Kalabrien i Italien. Kommunen hade 816 invånare (2018) och gränsar till kommunerna Marcellinara, Miglierina, Pianopoli och Serrastretta. 